# Friedrich Wilhelm Pohle

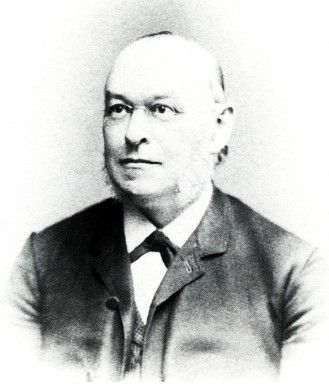
Friedrich Wilhelm Pohle

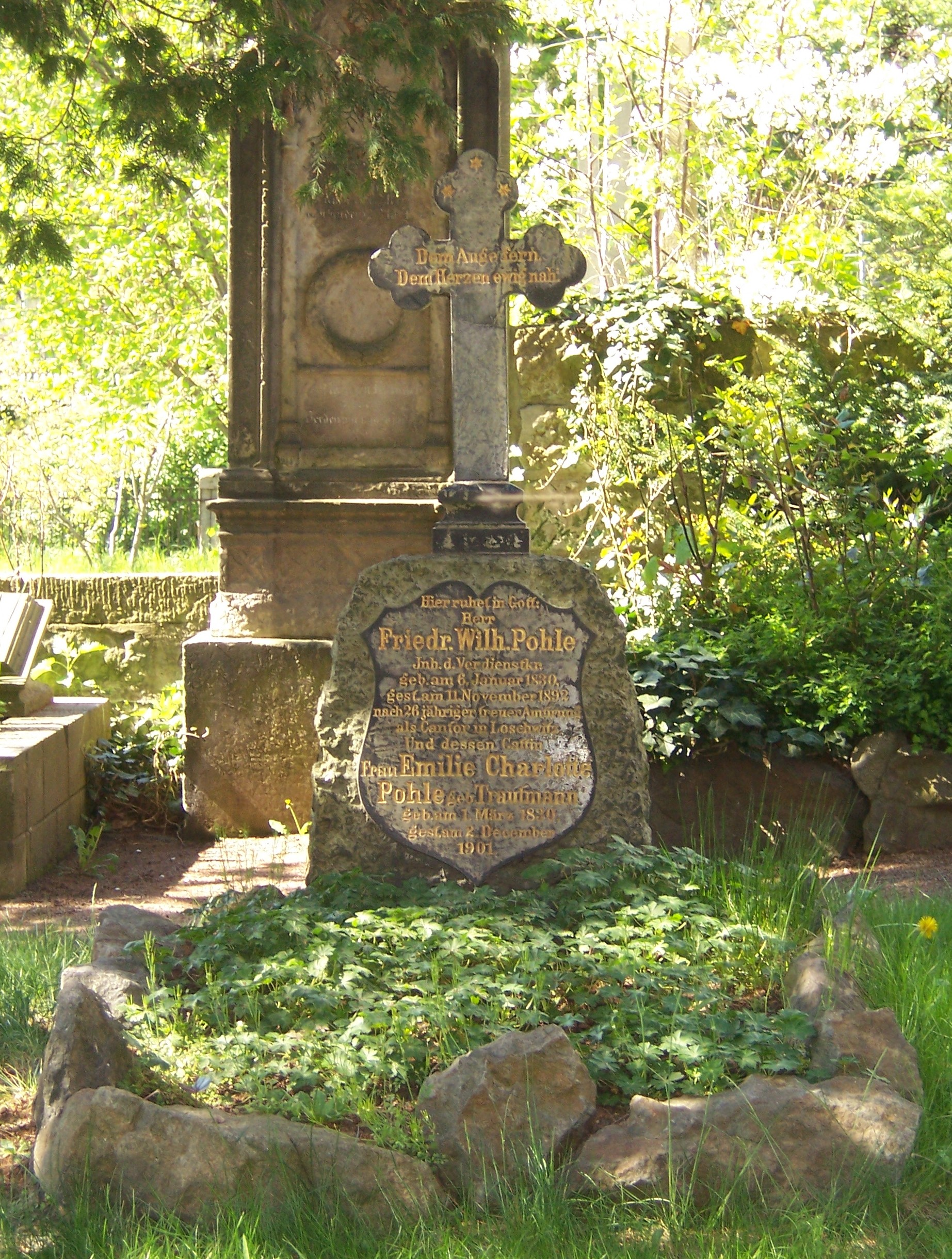
Grab Friedrich Wilhelm Pohles auf dem Loschwitzer Kirchfriedhof

Friedrich Wilhelm Pohle (* 5. Januar 1830 in Tragnitz bei Leisnig; † 11. November 1892 in Loschwitz bei Dresden) war ein deutscher Chronist und Kantor.

## Leben
Pohle erhielt seine Ausbildung am Dresdner Freiherrlich von Fletcherschen Lehrerseminar und wurde Lehrer an der 5. Bezirksschule in Dresden. Im Jahr 1866 nahm er eine Stelle als Lehrer im Dorf Loschwitz bei Dresden an und wurde Kantor von Loschwitz. Er war zu diesem Zeitpunkt der erste offizielle Träger dieses Titels und behielt sein Amt bis zu seinem Tod. Am 25. März 1884 gründete er in Loschwitz in der Tradition sächsischer Schüler-Kantoreien die „Cantorei“, einen Jungen- und Männerchor. Unter seinem Nachfolger Friedrich Kettner wurde die Cantorei in einen gemischten Chor umgewandelt.
Bedeutung erlangte Pohle vor allem als erster Chronist von Loschwitz. Im Jahr 1883 und erneut 1886 erschien seine Chronik von Loschwitz, in der er unter anderem auf den kritischen Zustand der Loschwitzer Kirche eingeht, die erst um 1900 renoviert wurde. Pohles „Bedeutung für die Loschwitz-Wachwitzer Ortsgeschichte ist grundlegend“, er verkehrte unter anderem mit Friedrich Wieck, Gustav Wilhelm Teschner und Heinrich Dorn. Letzterer setzte Pohle in seiner Biografie Ostracismus. Ein Gericht Scherben ein literarisches Denkmal.
Pohle starb 1892 in Loschwitz. Sein Grab befindet sich auf dem Kirchfriedhof der Loschwitzer Kirche.

## Schriften
- Chronik von Loschwitz: auf Grund von amtlichen Quellen und mit Benutzung des Königl. Sächs. Haupt-Staatsarchivs, des Ratsarchivs der Königl. Haupt- und Residenzstadt Dresden, sowie der Königl. Bibliothek. 1883.
- Führer für Loschwitz und Umgegend. 1887.